# Калиникия
Калиникия (на среднобългарски: Калиникіѧ) е втора съпруга на великия войвода на Влахия Йоан Радул I и майка на Мирчо Стари.
Калиникия е упомената от Мирчо Стари в една от неговите грамоти до манастира Тисмана като: „майката на господство ми „госпожа Калиникия, дарителка на воденицата в Бистрица“. (мати господства-ми), докато Влад II Дракул я нарича „баба господства ми“. Синът му – Радул III Красивия е нарича „Калиникіѧ, баба родiтелю господства-ми“. В документите на Дан I тя не е упомената, докато синът му Дан II я нарича „лелѣ“ вместо „баба“, което показва, че тя не е майка на Дан, а само на Мирчо.